# 埃莉萨·圣托尼

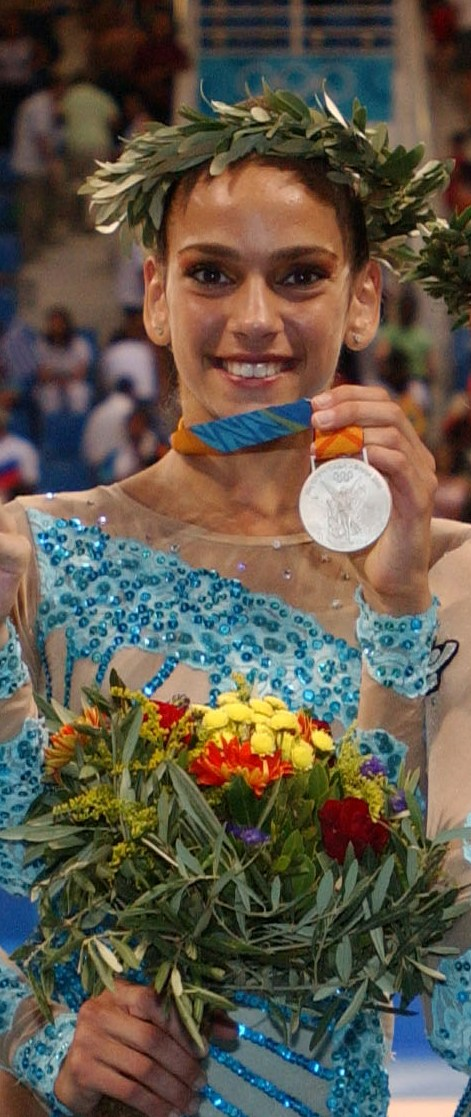
埃莉萨·圣托尼

埃莉萨·圣托尼（義大利語：Elisa Santoni，1987年12月10日—），意大利女子艺术体操运动员。她曾代表意大利获得2004年夏季奥运会女子团体全能银牌和2012年夏季奥运会女子团体全能铜牌。她也参加了2008年夏季奥运会。